# シェムリアップ・アンコール国際空港
シェムリアップ・アンコール国際空港（クメール語: អាកាសយានដ្ឋានអន្តរជាតិសៀមរាប-អង្គរ, 英語: Siem Reap Angkor International Airport）は、カンボジアのシェムリアップ中心部から東に約45kmの場所に位置する、シェムリアップ州ソトニコムにある国際空港である。
2023年10月16日に開港した。2023年12月1日に、フン・マネット首相、中国政府高官らを招き、開港記念式典を行う予定である。

## 概要
シェムリアップ中心部に近いシェムリアップ国際空港は、アンコール遺跡群への観光客の増加とともに拡張を続けてきた。遺跡群上空は飛行禁止区域に設定されており、航空機が利用できる滑走路方向が制限されていた。ジェット旅客機による振動、騒音が遺跡群に影響を与える懸念もあった。シェムリアップ国際空港から東方51kmの場所に新空港を建設することとなった。

## 新空港の建設

### 中国企業との契約
2010年、韓国系企業の投資により、新空港建設、移転の検討が行われた。
2016年、中国の習近平国家主席がカンボジアを訪問、新空港の建設、運営に関し雲南省投資控股集団（雲投集団）傘下の Angkor International Airport Investment (Cambodia) Co., Ltd. (AIAI),  (中国語: 吴哥国际机场投资(柬埔寨)有限公司) が、BOT方式で55年間の契約を結んだ。
新空港の運営、管理については、云南航空产业投资集团傘下の Yunnan Air Investment (Cambodia) Airport Management (YACA) (中国語: 云南航空产业（柬埔寨）机场运营管理有限公司) が担う。
山西机械化建设集团が建設工事を受注し、2018年に着工した。
2023年4月現在で93%の工事が完了しており、5月には試験飛行が行われた。
空港施設概要
- 総建設費用 : 8.8億ドルであったが、11億ドルに修正[14]。
- 敷地総面積 : 1,000ヘクタール
  - 空港面積 : 700ヘクタール
- 旅客ターミナル : 50,000平方メートル
  - 搭乗ゲート :  15カ所
  - 駐機場 : 38機
- ICAO飛行場等級コード : 4E（ボーイング777、エアバスA350 等の大型旅客機にも対応）
- 旅客数 : 年間最大700万人（開港時）、年間1000万人(2030年予測)、年間2,000万人(2050年予測)

### 開港後
1932年に建設されたシェムリアップ国際空港は、フランスのヴァンシ・エアポートが70%の出資をした Cambodia Airports との間で、2040年までの空港運営契約を締結していた。新空港の開港後、旧空港は閉鎖された
シェムリアップの観光業界は、新空港の完成に大きな期待を寄せている。
zh:北京飞机维修工程 (Ameco) が、空港内に整備拠点を置くことが検討されている。
中国企業による空港運営のため、軍事利用も懸念されているが、カンボジアのフン・セン首相は否定している。

## 就航航空会社
| 航空会社                   | 就航地                                                       |
| -------------------------- | ------------------------------------------------------------ |
| エア・カンボジア（国内線） | プノンペン、シアヌークビル                                   |
| エア・カンボジア（国際線） | ハノイ、ホーチミン、ダナン                                   |
| エアアジア・カンボジア     | プノンペン、シアヌークビル                                   |
| バンコク・エアウェイズ     | バンコク/スワンナプーム                                      |
| タイ・エアアジア           | バンコク/ドンムアン                                          |
| 中国東方航空               | 昆明                                                         |
| シンガポール航空           | シンガポール                                                 |
| エアアジア                 | クアラルンプール                                             |
| ベトナム航空               | ハノイ、ホーチミン、ビエンチャン                             |
| ベトジェットエア           | ハノイ                                                       |
| エミレーツ航空             | ドバイ(バンコク/スワンナプーム経由)、バンコク/スワンナプーム |

2025年8月現在

## アクセス
シェムリアップ市内中心部まで約45km。市内中心部へ繋がる国道6号線まで、24.5kmの空港アクセス道路が建設された。
市内中心部までは261台のミニバン、69台のミニバスが運行され、1台あたり35–40ドルの公定料金となっている。
定期運行バスは、シェムリアップ市内の CDFアンコール免税店、またはシェムリアップ郵便局との間で運行されている。各8往復、1人8ドル。
ライトレールの建設も検討されている
ベンメリア遺跡までは約20km